# 아작시오 나폴레옹 보나파르트 공항

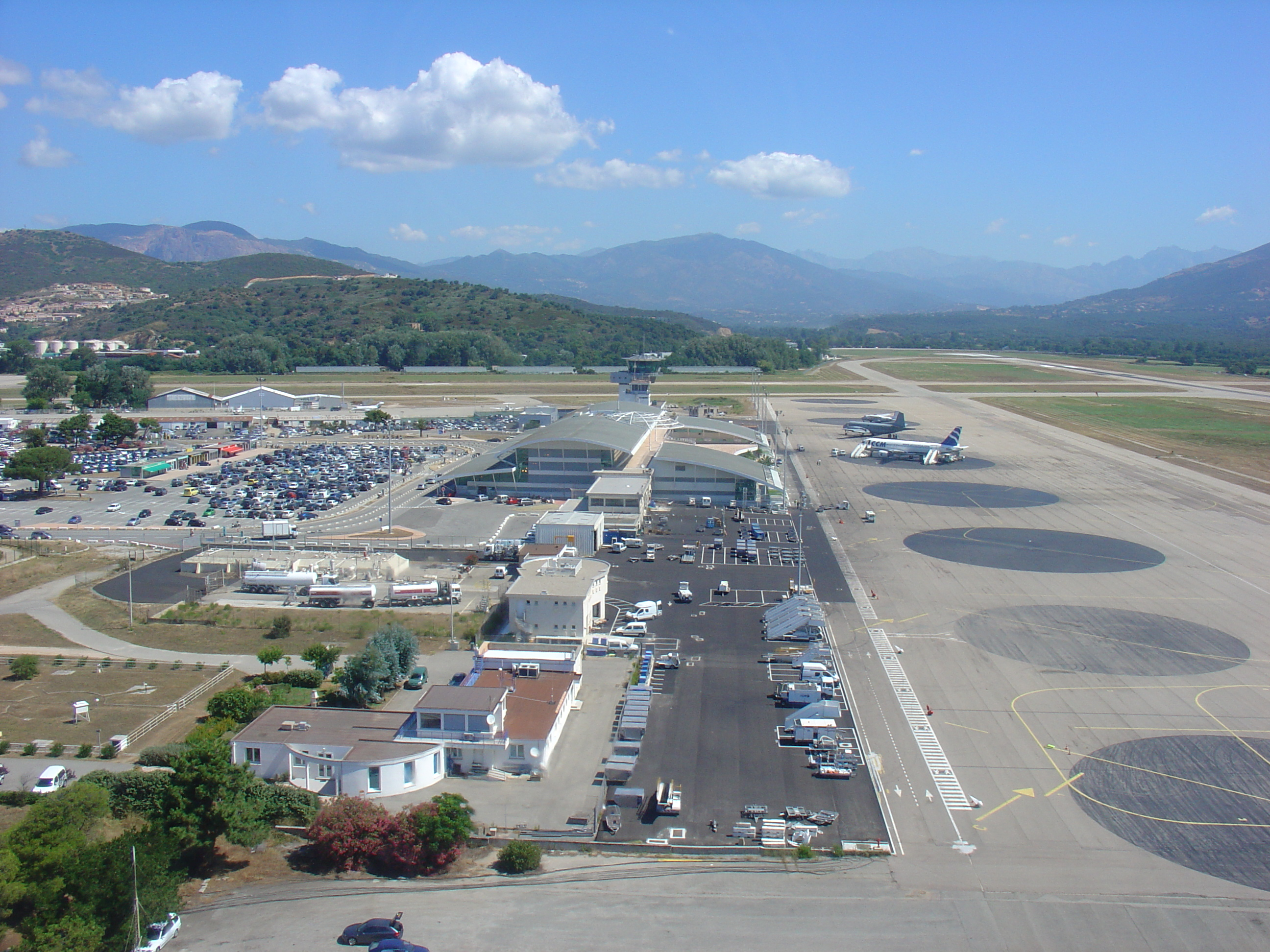

아작시오 나폴레옹 보나파르트 공항(Ajaccio Napoleon Bonaparte Airport, 프랑스어: Aéroport d'Ajaccio-Napoléon-Bonaparte; Corsican: Aeruportu di Aiacciu Nabulione Buonaparte, IATA: AJA, ICAO: LFKJ, 이전 명칭: Campo dell'Oro Airport)은 지중해 코르시카 프랑스섬의 아작시오를 관할하는 주요 공항이다. 항만에서 동쪽으로 5킬로미터 지점 코르스뒤쉬드주 아작시오에 위치해 있다. Aeroport.fr 이 공항은 에어 코르시카의 주요 거점으로, 프랑스 대륙으로의 서비스를 운영한다. 이 공항의 이름은 아작시오에서 태어난 나폴레옹 보나파르트의 이름을 따서 지어졌다.